# Giuseppe Mosca
Giuseppe Mosca (Nàpols, la Campània, 1772 - Messina, 14 de setembre de 1839) fou un compositor italià. Era germà del també compositor Luigi Mosca (1775-1824).
Estudià en el Conservatori de Loreto, i als disset anys va compondre la seva primera òpera, Silvia e Nardone, que fou molt ben acollida pel públic. Fou director dels teatres de Palerm i Messina, en aquest últim tingué entre altres alumnes a Antonio Laudamo, i també fou acompanyant de piano en el Teatre Italià de París on fou succeït per Tadolini. Mosca fou el primer a emprar el crescendo, del que Gioachino Rossini hauria d'usar tant després, pel que Mosca l'acusà de plagiar-lo, sense que aquell en fes el menor cas.
Va compondre gran quantitat d'òperes, avui completament oblidades, entre elles cal citar:
- Chi si contenta gode;
- Ifigenia in Aulide;
- L'apparenzza ingauna;
- Chi vuol troppo veder, dicenta cieco;
- Con amore non si scherza;
- Romilda;
- Il finto Stanislao;
- La Gazzetta;
- La gioventù d'Enrico V;
- La scioca per astuzzia;
- I pretendenti delusi;
- La poetesa errante;
- La vedova misteriosa, etc.